# Чідо (циклон)
Циклон Чідо (англ. Cyclone Chido) — невеликий, але дуже потужний і смертоносний тропічний циклон, який вплинув на Південь Африки в грудні 2024 року. Четвертий тропічний циклон, другий тропічний циклон і другий інтенсивний тропічний циклон сезону циклонів у південно-західній частині Індійського океану 2024–25 рр. 
Чідо вбив щонайменше 89 людей на Майотті, яка зазнала надзвичайної шкоди від циклону, а 11 рибалок зникли безвісти на Коморських островах. Локалізовані пошкодження також виникли на Маврикії та Мадагаскарі.

## Метеорологічна історія

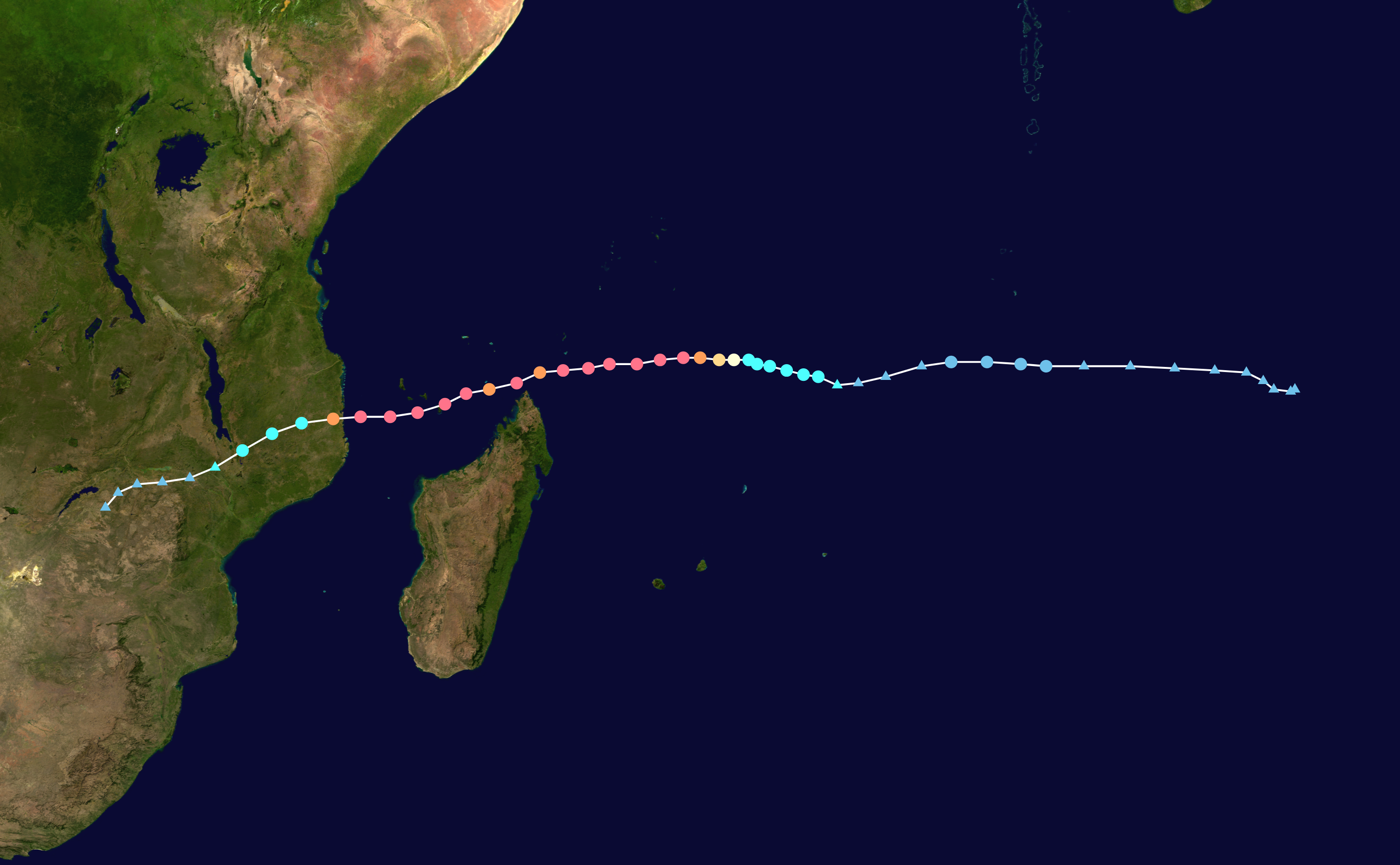
Траєкторія руху Циклону Чідо

5 грудня в MFR зазначили, що на південний схід від Дієго-Гарсія утворилося тропічне хвилювання. Пізніше того ж дня JTWC почав відстежувати систему. Пізно ввечері 7 грудня MFR позначив систему як Тропічна депресія 04. О 18:00 UTC наступного дня система посилилася до тропічного шторму Чідо. Чідо продовжував зміцнюватися, зрештою став сильним тропічним штормом пізніше 10 грудня. 11 грудня Чідо розвинув око, і він швидко посилився до інтенсивного тропічного циклону категорії 4, коли він вийшов на сушу в Агалегі на Маврикії, зробивши Чідо найсильнішим тропічним циклоном, який безпосередньо вплинув на острів після циклону Андрі в 1983 році. Наступного дня Чідо ще посилився, досягнувши піку інтенсивного тропічного циклону з 1-хвилинний стійкий вітер перевищує 155 миль/год (249 км/год).

## Підготовка
В Агалегі жителі шукали притулку в терміналі аеропорту. Управління ООН з координації гуманітарних справ повідомило, що понад 1,7 мільйона жителів Мозамбіку можуть постраждати від вітру, швидкість якого перевищує 120 км/год (75 миль/год), і що циклон може посилити спалах холери, який охопив країну. Влада Зімбабве заявила, що Чідо, ймовірно, вплине на країну до 17 грудня з сильними дощами, повенями та зсувами.

## Наслідки

### Маврикій
Повідомляється, що Агалега була «спустошена» Чідо, з сильними поривами та штормовими хвилями до 8 метрів (26 футів) зруйнували більшість будинків і шкіл залежної території. Зв'язок був перерваний після проходження ока вночі з 11 на 12 грудня. Буксир сів на мілину біля рифів на північ від островів, що викликало занепокоєння щодо можливого розливу нафти.

### Мадагаскар
На Мадагаскарі повідомлялося про незначні пошкодження, невеликі повені та перебої з електроенергією в Анціранані.

### Майотта

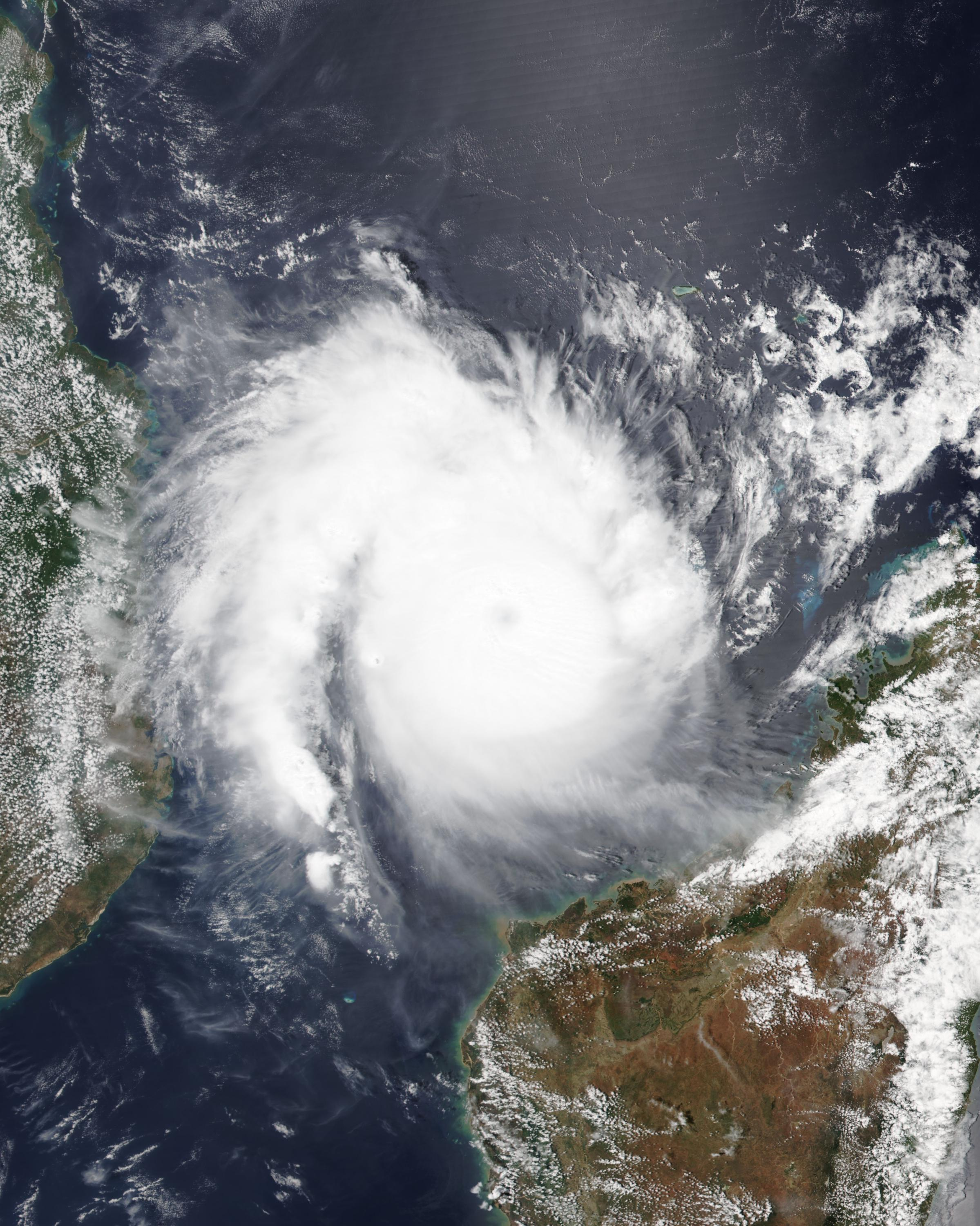
Чідо невдовзі після проходження над Майоттою, 14 грудня

На Майотті швидкість вітру досягла 226 км/год (140 миль/год) у міжнародному аеропорту Дзаудзі-Памандзі. На острові без світла залишилися понад 15 тисяч будинків. Численні будинки були сильно пошкоджені, а сміття вкрило вулиці по всьому острову. Столиця Мамудзу була майже повністю зруйнована, навіть адміністративні будівлі та частина ратуші знищені. Префект Майотти Франсуа-Ксав'є Б'ювіль сказав, що Чідо був найсильнішим і руйнівним циклоном з 1934 року.

### Коморські острови
В Анжуані було зруйновано п'ять будинків, пошкоджено мечеті, інші будинки та пташники. У Гранд-Коморі 11 рибалок визнали зниклими безвісти. Чідо також приніс сильний вітер і проливні дощі на Мохелі.

### Мозамбік
Багато будинків, шкіл і медичних закладів були зруйновані в Пембі, де зв'язок був перерваний через проходження циклону.